# Tractat de 1149

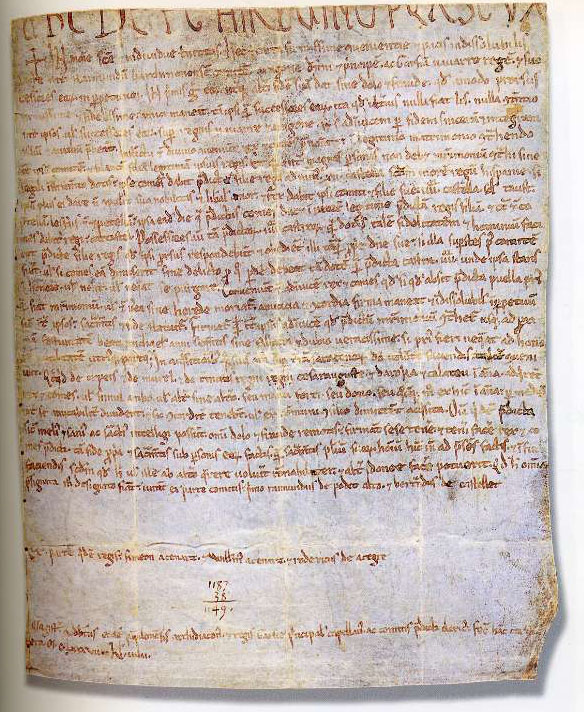
Tractat i capítols matrimonials entre Ramon Berenguer IV i Garcia Ramires (1 de juliol del 1149) Íncipit: «In nomine sancte et individue Trinitatis. Hec est carta firmissime convenientie et pacis indisolubilis»

El Tractat de 1149 és un tractat de pau signat l'1 de juliol del 1149 entre el comte de Barcelona i príncep d'Aragó Ramon Berenguer IV i Garcia Ramires dux de Pamplona. També es pactaven capítols matrimonials entre el comte de Barcelona i la filla del navarrès.

## Context
El tractat s'emmarca en la problemàtica sorgida arran del Testament d'Alfons I d'Aragó (1131) per la seva successió.

## L'ofensiva navarresa de 1148
Garcia Ramires dux de Pamplona aprofità que Ramon Berenguer es trobava lluitant a la conquesta de Tortosa. El navarrès tornà a Tauste i ocupà Los Fayos i potser també Espetiella; la resposta de Ramon Berenguer IV fou l'ocupació de Carcastillo.

## El tractat
Mitjançant aquest tractat Ramon Berenguer IV i Garcia Ramires dux de Pamplona feien la pau i signaven el contracte matrimonial entre el comte i la filla del navarrès, tot i que Ramon Berenguer estava compromès amb Peronella d'Aragó
| « | En el nom de la santa i indivisa Trinitat. Aquesta és carta de firmissima conveniència i de pau indissoluble feta entre Ramon, comte de Barcelona i senyor d'Aragó, i el príncep García, rei de Navarra, i els seus successors, perpètuament. En primer lloc un a l'altre dona la seva fe, sense dol i frau, en qualsevol manera, que d'ara endavant romanguin amics ferma i fidelíssimament, tant ells com els seus successors, de tal manera que no hi hagi una altra lluita, cap disputa entre ells i els seus successors, sobre els regnes de Navarra i Aragó, sinó que recíprocament, sincerament i íntegrametne prestin consell i auxili. Per instigació divina, convenen el rei i el comte citats en el legítim matrimoni, que s'ha de contraure entre el mateix comte i Blanca, filla legítima del rei. I perquè entre persones destacades no ha de contraure matrimoni sense legal instrument de dot, l'esmentat comte donarà a l'esmentada filla del rei, com a mínim, dotze castells, segons el costum dels regnes d'Espanya. Si més li donés, no comptarà la seva noblesa i amor liberal. El rei donarà al comte i la seva filla quatre castells, a saber: Taus, Pradilla, Los Fayos i Espetella, el mateix dia que el citat comte prengui com a dona legítima a la filla del rei, el comte donarà Carcastillo al rei. Els posseïdors dels esmentats quatre castells que constitueixen la dotació, tal fidelitat i homenatge faran a predita filla del rei que ells en endavant respondran i seran obedient, com a pròpia senyora seva, si ella fos supervivent al comte, o si el comte a ella la deixés sense delicte pel qual hagi de perdre tant el dot quan predits castells, d'on ella estigués en honor o no volgués ni pogués netejar. Convingueren al mateix temps el rei i el comte que, el que no passi, si predita jove morís abans que fes el matrimoni o després sense hereu, l'amistat i concòrdia romangués ferma i indissoluble, en perpetu, com en aquests juraments s'estatueix. És afirmat entre ells que l'esmentat matrimoni es contregui la propera festivitat de Sant Miquel de l'any següent, sense fal·làcia i dubte, amb veracitat, si abans no es pogués fer a honor i utilitat d'una i altra part. En les seves adquisicions també sobre la terra dels sarraïns que s'han de fer, volent-ho Déu, d'aquesta manera ho convenen: el que des «Orpeis» i de Morella i dels termes del regne de Saragossa i Daroca i Calataiud en endavant el rei i el comte adquirissin, els dos juntament, o l'un sense l'altre, amb mà armada o per donatiu, o de qualsevol manera, en endavant el divideixin per meitat amigablement, i així concordes el tindran o de comú consell divideixin les adquisicions. Totes les coses predites, com a millor i més raonable i santament puguin entendre, tot dol i frau apartats, el signen ells tenir i fer-ho tenir el rei i el comte predits, tant amb fe pròpia i juraments sota les persones d'ells fets com els juraments de molts dels seus homes ara a ells fets i en el futur es faran, segons que ells o ell amb l'altre volgués queixar-se racionament i l'altre pogués fer idònies. Que totes les coses es facin de la manera indicada, juren de part del comte primerament Ramon de Puig alt i Bertran de Castellet. De part del rei el juren Ximeno Aznar i Guillén Aznar i Rodrigo Azagra. Mestre Robert, ardiaca de l'església de Pamplona i del rei García capellà i clergue de l'esmentat comte, va fer aquesta carta era MCLXXXVII (1149), calendes de juliol (1 de gener) | » |

## Conseqüències
Malgrat els explícits capítols matrimonials, l'enllaç que s'havia de produir el 29 de setembre del 1149 no es dugué a efecte. Segons Miquel Coll i Alentorn, això demostra que el casament, encara no realitzat, amb Peronella d'Aragó, no era quelcom indispensable perquè es fes efectiva la donació del regne d'Aragó, malgrat que era una clàusula explícita en els Capítols matrimonials de Barbastre (1137) i que Blanca Garcés estava compromesa amb el fill d'Alfons VII de Castella des de la Pau de Calahorra (1140). Segons l'historiador Ubieto, el comte Ramon Berenguer mai no va tenir intenció de complir el pacte i el matrimoni amb Blanca de Navarra, concloent que el pacte no fou complert per cap de les dues parts.
L'agost del 1150 Ramon Berenguer IV es casà amb Peronella d'Aragó. El 21 de novembre del 1150 morí Garcia V de Navarra, i el seu fill i successor Sanç VI de Navarra s'entrevistà el desembre del 1150 amb Ramon Berenguer IV a Filera. Per la seva part, Blanca Garcés es casà, tal com s'havia estipulat a la Pau de Calahorra (1140), amb el fill d'Alfons VII de Castella l'1 de febrer del 1151. Això portà a la represa de les hostilitats navarro-aragoneses.